# Оркідлендс-Естейтс (Гаваї)
Оркідлендс-Естейтс (англ. Orchidlands Estates) — переписна місцевість (CDP) в США, в окрузі Гаваї штату Гаваї. Населення — 3165 осіб (2020).

## Географія
Оркідлендс-Естейтс розташований за координатами 19°33′25″ пн. ш. 155°0′51″ зх. д. / 19.55694° пн. ш. 155.01417° зх. д. (19.556976, -155.014224).  За даними Бюро перепису населення США в 2010 році переписна місцевість мала площу 25,11 км², уся площа — суходіл.

## Демографія
Згідно з переписом 2010 року, у переписній місцевості мешкало 2815 осіб у 1011 домогосподарстві у складі 652 родин. Густота населення становила 112 осіб/км².  Було 1139 помешкань (45/км²).
Расовий склад населення:
| - 32,0 % — білих - 21,7 % — азіатів - 11,0 % — вихідців з тихоокеанських островів - 0,8 % — чорних або афроамериканців - 0,6 % — корінних американців - 1,7 % — осіб інших рас |

До двох чи більше рас належало 32,1 %. Частка іспаномовних становила 14,7 % від усіх жителів.
За віковим діапазоном населення розподілялося таким чином: 25,2 % — особи молодші 18 років, 65,9 % — особи у віці 18—64 років, 8,9 % — особи у віці 65 років та старші. Медіана віку мешканця становила 36,2 року. На 100 осіб жіночої статі у переписній місцевості припадало 104,1 чоловіків;  на 100 жінок у віці від 18 років та старших — 107,2 чоловіків також старших 18 років.
Середній дохід на одне домашнє господарство  становив 54 166 доларів США (медіана — 49 545), а середній дохід на одну сім'ю — 62 801 долар (медіана — 51 912). Медіана доходів становила 40 283 долари для чоловіків та 29 792 долари для жінок. За межею бідності перебувало 25,6 % осіб, у тому числі 26,2 % дітей у віці до 18 років та 34,6 % осіб у віці 65 років та старших.
Цивільне працевлаштоване населення становило 1469 осіб. Основні галузі зайнятості: освіта, охорона здоров'я та соціальна допомога — 32,3 %, роздрібна торгівля — 14,3 %, науковці, спеціалісти, менеджери — 14,1 %.